# Boiga
Boiga è un genere di serpenti della famiglia dei colubridi, comprendente 32 specie conosciute.

## Specie
Comprende le seguenti specie:
- Boiga andamanensis (Wall, 1909)
- Boiga angulata (Peters, 1861)
- Boiga barnesii (Günther, 1869)
- Boiga beddomei (Wall, 1909)
- Boiga bengkuluensis Orlov, Kudryavtzev, Ryabov & Shumakov, 2003
- Boiga bourreti Tillack, Ziegler & Le Khac Quyet, 2004
- Boiga ceylonensis (Günther, 1858)
- Boiga cyanea (Duméril, Bibron & Duméril, 1854)
- Boiga cynodon (Boie, 1827)
- Boiga dendrophila (Boie, 1827)
- Boiga dightoni (Boulenger, 1894)
- Boiga drapiezii (Boie, 1827)
- Boiga forsteni (Duméril, Bibron & Duméril, 1854)
- Boiga gokool (Gray, 1835)
- Boiga guangxiensis Wen, 1998
- Boiga hoeseli Ramadhan, Iskandar & Subasri, 2010
- Boiga irregularis (Bechstein, 1802)
- Boiga jaspidea (Duméril, Bibron & Duméril, 1854)
- Boiga kraepelini Stejneger, 1902
- Boiga multifasciata (Blyth, 1861)
- Boiga multomaculata (Boie, 1827)
- Boiga nigriceps (Günther, 1863)
- Boiga nuchalis (Günther, 1875)
- Boiga ochracea (Günther, 1868)
- Boiga philippina (Peters, 1867)
- Boiga quincunciata (Wall, 1908)
- Boiga saengsomi Nutaphand, 1985
- Boiga schultzei Taylor, 1923
- Boiga siamensis Nutaphand, 1971
- Boiga tanahjampeana Orlov & Ryabov, 2002
- Boiga trigonata (Schneider, 1802)
- Boiga wallachi Das, 1998